# 4e cérémonie des Ensors
La 4e cérémonie des Ensors, organisée par le festival du film d'Ostende, s'est déroulée le 14 septembre 2013 et a récompensé les meilleurs films flamands réalisés dans l'année.
La cérémonie récompensant les meilleurs courts-métrages flamands s'est quant à elle déroulée la veille, le 13 septembre 2013.

## Palmarès
Le jury était composé par Bart De Pauw, Peter Bouckaert, Mike Verdrengh, Malin-Sarah Gozin, Jan Matthys, Kevin Janssens, Maaike Neuville, Rick de Leeuw et Lou Berghmans.

### Meilleur film (Beste film)
- Alabama Monroe (The Broken Circle Breakdown)
  - Kid
  - Offline

### Meilleur réalisateur (Beste regisseur)
- Felix Van Groeningen pour Alabama Monroe (The Broken Circle Breakdown)
  - Peter Monsaert pour Offline
  - Patrice Toye pour Little Black Spiders

### Meilleur acteur (Beste acteur)
- Wim Willaert pour le rôle de Rudy Vandekerckhove dans Offline
  - Johan Heldenbergh pour le rôle de dans Alabama Monroe (The Broken Circle Breakdown)
  - Bent Simons pour le rôle de dans Kid

### Meilleure actrice (Beste actrice)
- Veerle Baetens pour le rôle de Elise Vandevelde dans Alabama Monroe (The Broken Circle Breakdown)
  - Anemone Valcke pour le rôle de dans Offline
  - Charlotte De Bruyne pour le rôle de dans Little Black Spiders

### Meilleur acteur dans un second rôle (Beste acteur in een bijrol)
- Mourade Zeguendi pour le rôle de Rachid dans Offline
  - Mathijs Scheepers pour le rôle de dans Brasserie Romantiek
  - Manou Kersting pour le rôle de dans Crimi Clowns

### Meilleure actrice dans un second rôle (Beste actrice in een bijrol)
- Barbara Sarafian pour le rôle de dans Brasserie Romantiek
  - Marjan De Schutter pour le rôle de dans Little Black Spiders
  - Ineke Nijssen pour le rôle de dans Little Black Spiders

### Meilleur espoir (Beste debuut)
- Charlotte De Bruyne pour le rôle de dans Little Black Spiders
  - Line Pillet pour le rôle de dans Little Black Spiders
  - Bent Simons pour le rôle de dans Kid

### Meilleur scénario (Beste scenario)
- Dominique Willaert, Peter Monsaert et Tom Dupont pour Offline
  - Carl Joos et Felix Van Groeningen pour Alabama Monroe (The Broken Circle Breakdown)
  - Ina Vandewijer et Patrice Toye pour Little Black Spiders

### Meilleure photographie (Beste fotographie/cinematografie)
- Alabama Monroe (The Broken Circle Breakdown) – Ruben Impens
  - Het vijfde seizoen – Hans Bruch Jr
  - Little Black Spiders – Richard Van Oosterhout

### Meilleur montage (Beste montage)
- Alabama Monroe (The Broken Circle Breakdown) – Nico Leunen
  - Offline – Alain Dessauvage
  - Kid – Nico Leunen

### Meilleurs décors (Beste art direction)
- Alabama Monroe (The Broken Circle Breakdown) – Kurt Rigolle
  - Little Black Spiders – Vincent De Pater
  - Frits en Franky – Kurt Loyens

### Meilleurs costumes (Beste kostuum)
- Alabama Monroe (The Broken Circle Breakdown) – Ann Lauwereys
  - Little Black Spiders – Yan Tax
  - Kid – Judith Van Herck

### Meilleure musique (Beste muziek)
- Alabama Monroe (The Broken Circle Breakdown) – Bjorn Eriksson
  - Little Black Spiders – John Parish
  - Kid – Senjan Jansen

### Meilleure coproduction (Beste coproductie)
- Le monde nous appartient
  - Tango libre
  - Le Sac de farine

### Industry Award
- Felix Van Groeningen pour Alabama Monroe (The Broken Circle Breakdown)

## Courts métrages
Pour la seconde fois, des Ensors furent décernés pour les courts métrages, le 13 septembre 2013. Les membres du jury étaient : Dries Phlypo, Anke Blondé, Nic Balthazar, Sara De Bosschere et Rik D'Hiet.

### Meilleur court métrage (Beste kortfilm)
- Tweesprong de Wouter Bouvijn
  - Mort d'une ombre (Dood van een Schaduw) de Tom Van Avermaet
  - Mont Blanc de Gilles Coulier

### Meilleur court métrage d'animation (Beste animatiekortfilm)
- Betty's Blues de Rémi Vandenitte

## Documentaires
Pour la seconde fois, un Ensors récompensant le meilleur documentaire a été remis le 14 septembre 2013. Les membres du jury étaient : Jan Roekens, Emmy Oost, Anne van der Wee et Klara van Es.

### Meilleur film documentaire (Beste documentaire)
- The Sound of Belgium de Jozef Devillé
  - The Art of Becoming de Hanne Phlypo
  - Dry Branches of Iran de Daniel Lambo

## Statistiques

### Nominations multiples
10 : Alabama Monroe, Little Black Spiders
6 : Kid, Offline
2 : Brasserie Romantiek

### Récompenses multiples
9 : Alabama Monroe
3 : Offline